# Alquilbenceno lineal
Alquilbenceno lineal (llamado a veces alquil benceno lineal o simplemente LAB, por su nombre en inglés, Linear Alkyl Benzene) es un producto intermedio en la fabricación de detergentes. Las cuestiones medioambientales hicieron que en los años 60 se desarrollasen detergentes biodegradables, como LAB, para sustituir a los anteriores compuestos, de alto impacto ambiental.

## Historia y desarrollo

### Alquilbencenos ramificados y BABS
La producción de alquilbenceno se remonta a los años 50s, cuando en Alemania y Estados Unidos se sintetizó un alquilbenceno por monocloración de parafina seguida por la reacción de Friedel-Crafts. También se obtuvo α-dodecileno ramificado por tetramerización de propileno, que también producía alquilbencenos por reacción con benceno en presencia de cloruro de aluminio o fluoruro de hidrógeno hizo disponible un proceso económico para la síntesis del alquilbenceno. Con estos ingredientes se sintetizaron sulfonatos de alquilbencenos ramificados, BABS, que sustituyeron a los jabones en la composición de los detergentes
La ramificación de la cadena alquílica producía espumas persistentes que dificultaban el tratamiento en las depuradoras, agravado por su baja biodegrabilidad que ocasionó la contaminación acuosa de los ríos. Por ello, era necesario un sustituto.

### Desarrollo de los alquilbencenos lineales y LAS
A mediados de los años 60 se desarrollaron métodos de obtención de alquilbencenos de cadena lineal (LAB), cuyos derivados sulfonados, los sulfonatos de alquilbenceno lineales (LAS), eran mucho más biodegradables y sirvieron pronto de base para la fabricación de todo tipo de detergentes y productos de limpieza.

### Métodos de obtención de LAB
Este método consta de tres fases:

- Las fracciones de petróleo se separan por el método de tamices moleculares y se obtienen n-parafinas de la pureza deseada.
- Las n-parafinas se convierten en n-olefinas por diversos métodos.[6] Molécula de alquilbenceno lineal (LAB).

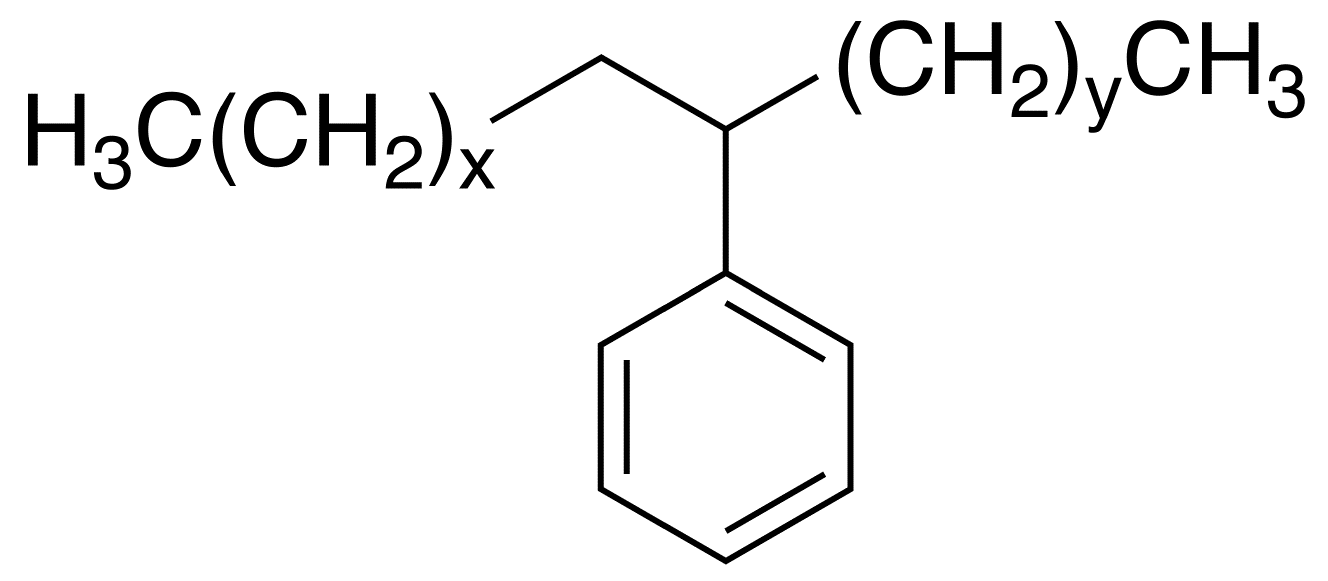
Molécula de alquilbenceno lineal (LAB).

- Las n-olefinas se tratan con benceno, en la presencia de un catalizador ácido, obteniendo el alquilbenceno lineal.

En cada uno de los procesos posibles se obtienen diferentes mezclas de LAB con distinta composición y propiedades. 

#### Obtención de n-parafinas
- La materia prima es el queroseno procedente de la destilación del petróleo, con un contenido del 20% de n-parafinas. Un proceso de hidrogenación catalítica a alta temperatura sirve para eliminar impurezas, principalmente azufre. El queroseno líquido y el hidrógeno gas fluyen hacia abajo sobre un lecho sólido de catalizador (níquel y molibdeno sobre soporte de alúmina)
- El queroseno libre de azufre se somete al proceso Molex, que emplea zeolitas sintéticas que absorben las parafinas lineales, excluyendo las parafinas ramificadas y naftenos aromáticos, sobre poros hexagonales de unos 5 Å de diámetro (tamices moleculares).
- Las n-parafinas se separan por el tamaño de la cadena carbonada lineal, según su distinto punto de ebullición. La fracción que contiene cadenas entre 10 y 13 átomos de carbono (C10-C13) pasa a la siguiente fase, reservando las cadenas más cortas y más largas para otros usos.

#### Obtención de n-olefinas
- Mediante el método PACOL (PAraffin Conversion to OLefins), las n-parafinas se deshidrogenan catalíticamente formando n-monoolefinas, es decir, n-olefinas con un solo doble enlace. El rendimiento de conversión es de un 12%.
- Las n-diolefinas (cadenas carbonadas lineales con dos dobles enlaces) formadas en el proceso anterior se someten a hidrogenación selectiva para obtener n-monoolefinas en el proceso DeFine, usando níquel sobre alúmina como catalizador.
- Tras eliminar las posibles impurezas aromáticas en una unidad PEP, se pasa a la última etapa.

#### Alquilación de benceno
- Las n-olefinas se tratan con benceno para obtener el correspondiente alquilbenceno lineal.
- La elección del catalizador (fluoruro de hidrógeno, HF, o cloruro de aluminio, AlCl3) determina la distribución de isómeros producidos.
- Desde 1995, se emplea el método DetAl (Detergent Alkylate), en un reactor de lecho fijo, por generar menos residuos peligrosos.
- Se separa la mezcla en una torre de fraccionamiento para recuperar LAB y otros componentes los alquilatos de elevada masa molecular.

#### Otros métodos
También se pueden obtener estos compuestos por:
- Las n-parafinas se someten a cloración formando monocloroparafinas seguida por la reacción de Friedel-Crafts en las que el derivado monoclorado se trata con benceno usando cloruro de aluminio, AlCl3, o fluoruro de hidrógeno,HF, como catalizador.
- Un método obsoleto consistía en la formación de derivados monoclorados de las parafinas, eliminación de cloro con formación de olefinas y finalmente, tratamiento con benceno.

## Producción y comercialización
Las características del producto final deben cumplir unos requerimientos por lo que se analiza su índice de bromo, sulfonatabilidad, cantidad de 2-fenilalcanos, contenido en tetralina, cantidad de componentes no-alquilbenceno y linealidad del producto. Este último parámetro determinará su grado de biodegradabilidad.
En la mayoría de las ocasiones, todo el proceso tiene lugar en una planta integrada donde se realiza desde la obtención de las n-parafinas al producto final, LAB, que además suele sufrir un proceso de sulfonación con trióxido de azufre, SO3, para obtener sulfonato de alquilbenceno lineal, LAS.
La capacidad mundial, unos 3,7 millones de toneladas/año, se reparte del siguiente modo: Asia (47%); Europa Occidental (14%); Norteamérica (13%); Oriente Medio (12%); Latinoamérica (10%); Europa Oriental (2%) y África (2%). Se observa que la región de Asia-Pacífico cuenta con la mitad de la producción mundial. La capacidad de Norte-América y Europa Occidental ha sufrido un leve retroceso en los últimos años años.
Una de las compañías de mayor producción de alquilbenceno lineal es Petresa, filial de Cepsa, cuya producción se destina a la obtención de LAS. Posee plantas en San Roque (Cádiz), Becáncour (Quebec, Canadá), Conoco (Venezuela) y Deten (Brasil).

## Aplicaciones
La totalidad de la producción de LAB se emplea para la obtención de LAS, tras el proceso de sulfonación. El LAS obtenido se emplea para:
- Detergentes de lavado de ropa, 70%
- Detergentes lavavajillas, 15%
- Limpiadores industriales,12%
- Limpiadores domésticos,3%

## Efectos sobre el medio ambiente
Debido a la amplitud de su uso para limpieza doméstica, LAB ha sido sometido a diversos estudios para evaluar su efecto sobre el medio ambiente y la salud humana. La Directiva del Consejo de Europa (EC) 1488/94 condujo este proceso de evaluación profunda. El análisis del ciclo de vida del producto tuvo en cuenta las emisiones y las correspondientes exposiciones para el medio ambiente y los humanos. Según esta evaluación, se determinó la caracterización del riesgo ambiental para cada ámbito de protección (ecosistemas acuáticos, terrestre y suelo). En el caso de la salud humana se han examinado e identificado los riesgos ligados a la exposición en el puesto de trabajo, para el consumidor y la exposición humana indirecta a través de su difusión en el medio ambiente. 
El informe concluye que no hay preocupación respecto de los posibles efectos adversos provocados sobre el medio ambiente o la salud humana. No se necesitan pruebas adicionales o medidas de reducción del riesgo aparte de las que ya se han realizado. Por tanto, LAB ha sido desclasificado y eliminado del Anexo 1 en la 28ª ATP (Directiva 2001/59).